# Максимів Микола Богданович
Мико́ла Богда́нович Макси́мів (1977-2022) — старший солдат збройних сил України, учасник російсько-української війни.

## Життєпис
Народився 19 грудня 1977 року в селі Дзвиняч. Навчався у сільській школі, яку закінчив у 1993 році. З 1995 по 1997 рік ніс строкову службу у десантно-штурмових військах Збройних Сил України в Житомирі. Планував повернутися і продовжити військову службу на контрактній основі. Плани змінились, так як познайомився зі своєю майбутньою дружиною Мар'яною. Невдовзі одружився.
З Мар'яною прожив 25 щасливих років. Від їхнього шлюбу на світ народились донечки Каролінка та Роксоланка. 

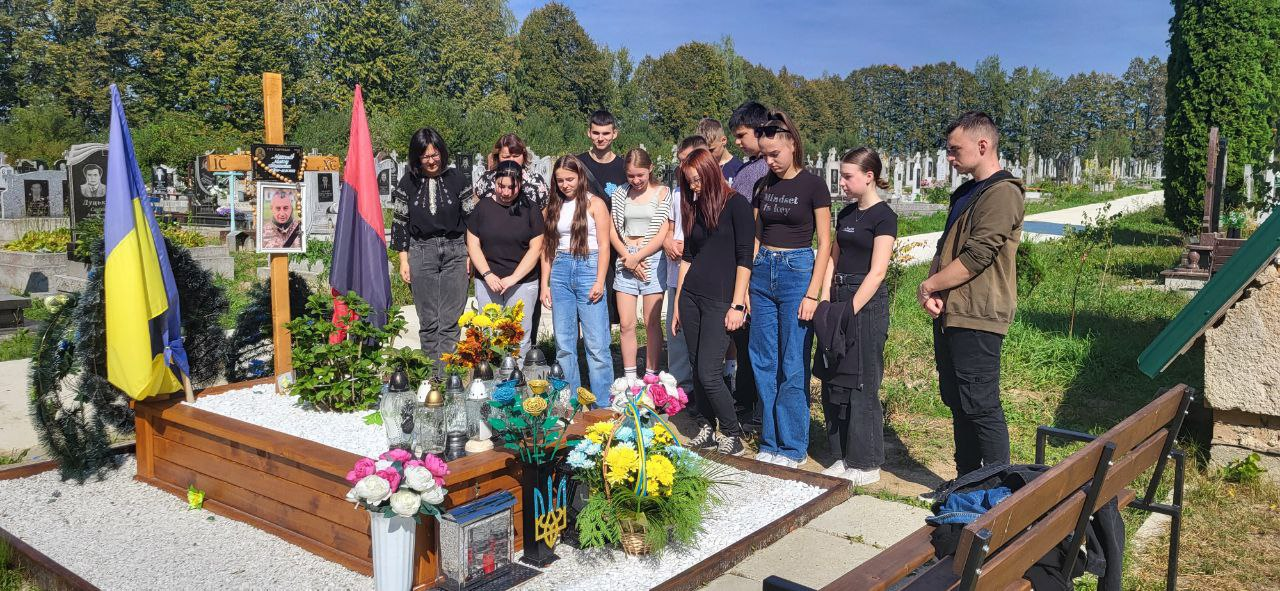

З перших днів повномасштабного вторгнення ворога у 2022 році Микола добровольцем захищав Україну у складі 10-ї Коломийської гірсько-штурмової бригади на Київщині та Луганщині. Брав участь в боях у гарячих точках. 31 травня 2022 року загинув у запеклому бою під Сєвєродонецьком Луганської області. На жаль, тіло загиблого захисника не вдалося забрати, тому вважався безвісти зниклим 2 роки. 1 червня 2024 року Микола повернувся до рідної домівки на щиті. 
Зі спогадів бойового побратима Ігоря Карабіновича:
"З Миколою Максимівим ми народилися і росли в одному селі, але по-справжньому наші шляхи перетнулися 28 лютого 2022 року, коли ми добровольцями прийшли в Богородчанський ТЦК та СП. В подальшому нас направили в 10 ОГШБр, мотопіхотний батальйон для проходження служби. З 
28 лютого по 10 березня 2022 року ми знаходились у м. Коломия (ППД 10 ОГШБр), де проходило укомплектування нашого батальйону. 10 березня за приказом командира бригади ми вирушили до Малина Житомирської області, де нашу роту розмістили в районі Гранітного. 18 березня були переміщені в с.  Нова Буда Київської області, де вперше зустрілися з противником і прийняли бій. Після двох тижнів запеклих боїв та витіснення ворога з Київської області нашу роту перемістили у с. Макимовичі Київської області для прикриття кордону з Білоруссю. В подальшому мотопіхотний батальйон було переведено до Малина для доукомплектування та перегрупування. 28 травня батальйон відрядили до м. Коростень, де під обстрілами ворожих ракет відбувалося відвантаження на ешелон для подальшого переміщення в Луганську область.  29 травня мотопіхотний батальйон прибув у с. Золотарівка Луганської області, далі - до Лисичанська і малими групами заходив у Сєвєродонецьк. Наш підрозділ був першим, котрий зайшов в Сєвєродонецьк. Не дійшовши 500 м до заданого місця, ми зіштовхнулися з добре укріпленими позиціями ворога, прийняли бій, по причині переважаючих сил ворога командування прийняло рішення відійти. Прикриваючи відхід підрозділу загинув командир Ярослав Мандрик. На окраїні міста підрозділ потрапив у засідку. Тоді ворожа куля забрала життя Миколи. Від щільного вогню ворога евакуація тіла була неможлива. Завдяки злагодженим діям підрозділу вдалося  вирватися із засідками та з пораненими бійцями відійти на окраїну міста до основних сил."

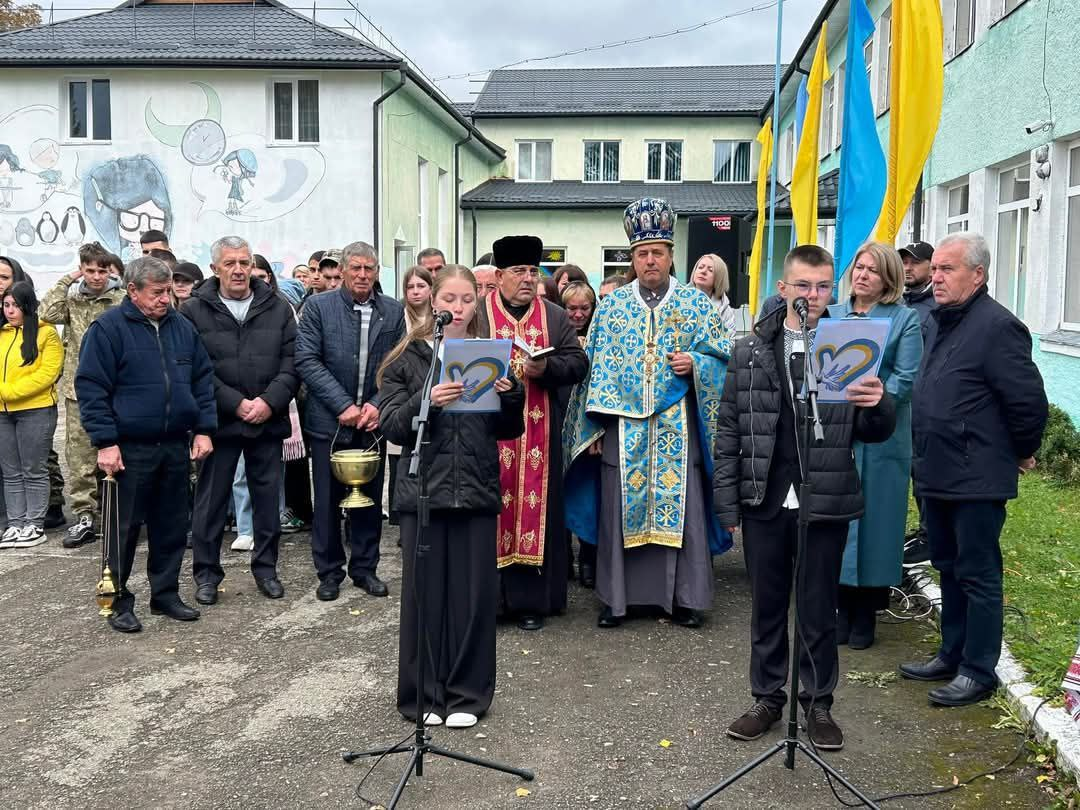

## Нагороди

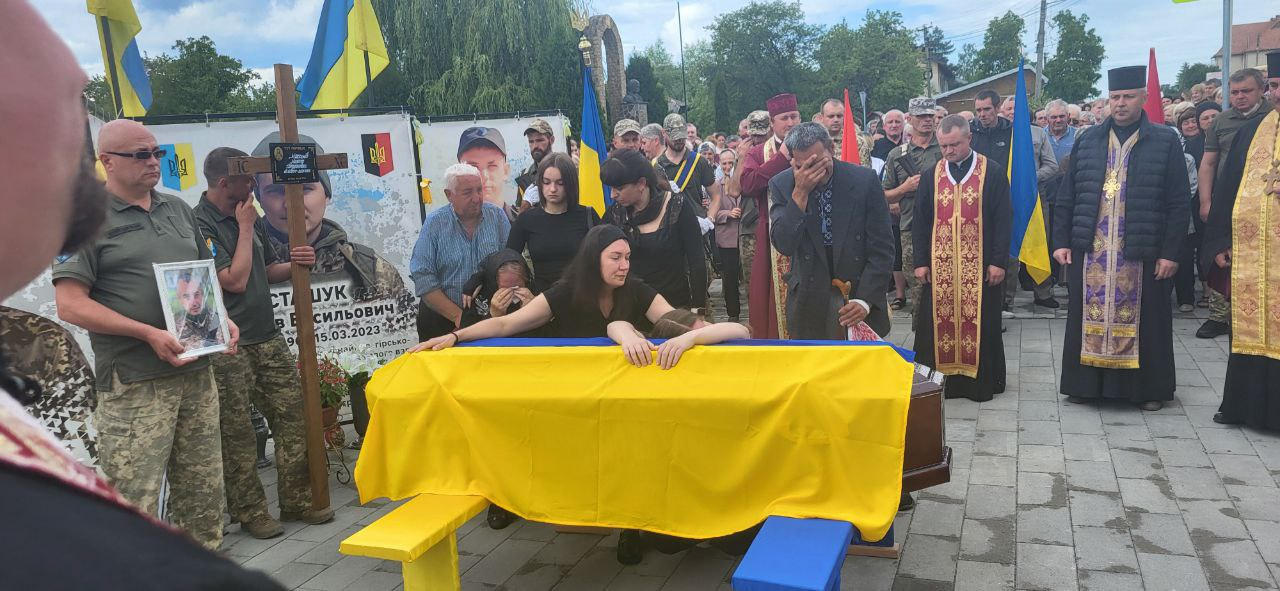

- Орден «За мужність» III ступеня — за особисту мужність, виявлену у захисті державного суверенітету та територіальної цілісності України, самовіддане виконання військового обов'язку[1].

## Вшанування
Одна з вулиць села Дзвиняч була перейменована на його честь.

## Примітки

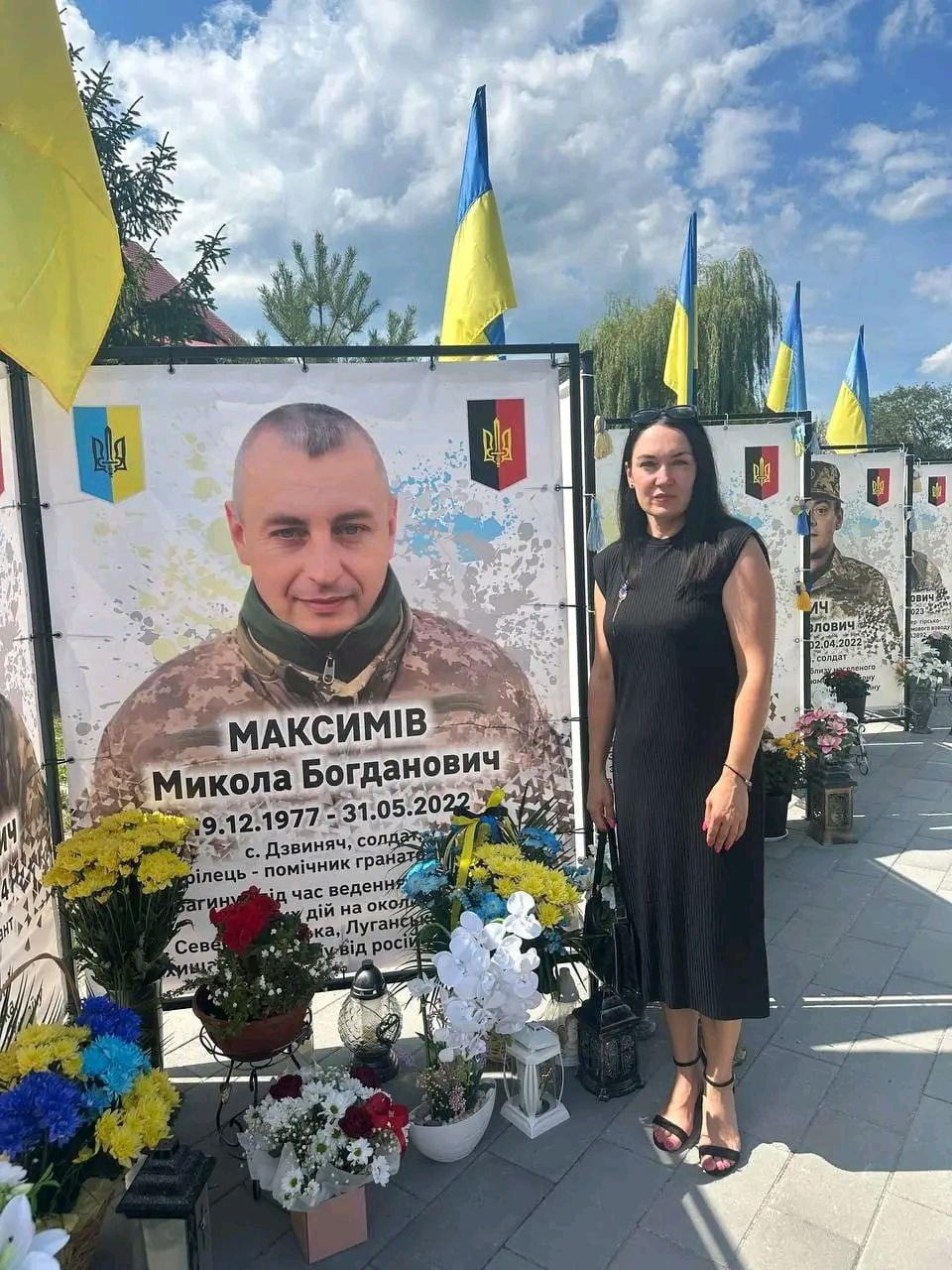